# YSoccer
ySoccer, meglio conosciuto col precedente nome Yoda Soccer, è un progetto videoludico italiano calcistico open source, nato nel 2002 da un'idea dei fratelli Modica ai quali si è aggiunto in seguito Daniele Giannarini per la grafica, che si ispira come concezione al noto Sensible World of Soccer (SWOS).
Yoda Soccer era scritto nel linguaggio Blitz MAX ed il codice sorgente è tuttora disponibile a chiunque voglia collaborare al progetto. La nuova versione nota inizialmente come Open World Soccer ed ora col nome attuale è stata sviluppata inizialmente in C++ ed ora in linguaggio Java.

## Caratteristiche principali
La grafica per come è impostata richiama molto la serie Sensible Soccer, anche se presenta notevoli migliorie. Le maglie già presenti sono più accurate di quelle di Sensible Soccer ed inoltre sono facilmente ed ampiamente modificabili. Spiccano inoltre particolari effetti meteo, che ci permetteranno di giocare su campi innevati oppure potremo affrontare oltre che il proprio avversario, anche condizioni meteorologiche avverse come forte vento, pioggia o nebbia.
Non sono presenti nel gioco squadre reali, per questioni di copyright. Sono comunque disponibili separatamente da Yoda Soccer base degli appositi file per poter inserire nel gioco le squadre reali, con giocatori, maglie, loghi, eccetera.
Ispirandosi al sistema di controllo di Sensible Soccer, Yoda presenta l'uso di un solo tasto per calciare, passare e tutte le altre funzioni, escluso il movimento effettuato con i soliti quattro tasti direzionali.
Si può giocare a due giocatori sulla stessa macchina, se si dispone di due controller oppure si usa la tastiera con tasti diversi per giocatore. Il multigiocatore in rete dev'essere ancora implementato nel gioco, insieme ad altre opzioni.

## Sviluppo
Sia il precedente Yoda Soccer che l'attuale ySoccer sono ancora in versione beta, e una prova di ciò è l'intelligenza artificiale dell'avversario non particolarmente sviluppata. Comunque, anche se non è ancora arrivata la versione definitiva del gioco, Yoda Soccer è già famoso in tutto il mondo, essendo un ottimo sostituto di SWOS nel cuore dei giocatori nostalgici.
Dal settembre 2007 il progetto Yoda Soccer è stato abbandonato per la scarsa collaborazione che suscitava il codice Blitzmax. Dopo una fase sperimentale in C++ con relativa trasposizione, in cui il progetto è stato chiamato Open World Soccer, è stato ripreso il vecchio progetto, rinominato per questioni di diritti in ySoccer e risviluppato in Java.